# Fabriczy Sámuel
Fabriczy Sámuel (Poprád, 1791. március 18. – Lőcse, 1858. március 18.) ügyvéd, a Magyar Tudományos Akadémia levelező tagja, evangélikus egyházkerületi felügyelő. Fabriczy Kornél művészettörténész apja.

## Élete
Fabriczy András evangélikus lelkész és Ab hortis Augustini Klára fia volt. Első oktatását a poprádi evangélikus iskolában nyerte, ahol a latin és magyar nyelvet is megtanulta; a szintaxisból 1803-ban kilépvén, Wittchen házi oktatása mellett bevégezte a rhetorikát. 1805 – 1806-ban a lőcsei evangélikus lyceumban Liedemann Márton tanártól a teológia, egyháztörténetet és aesthetikát, Fuchs Jánostól a bölcseletet, Hauser János Sámueltől az antropológiát és fizikát tanulta, s a francia nyelvben is gyakorolta magát. 1807-ben a késmárki lyceumban Aderján István tanártól, kivel benső barátságban maradt, a hazai törvénytudományt, Podkoniczky Ádámtól a politikai tudományokat és diplomatikát, Mihályik Dánieltől pedig a gazdászatot hallgatta. Thaisz András volt itten legkedvesebb barátja, ki nagy befolyással volt későbbi irodalmi működésére. 
1808-ban jogi gyakorlatra Miskolcra ment és Eötvös Miklós megyei főügyésznél, 1809-ben pedig Eperjesen Várady Szakmáry Dániel megyei főügyésznél működött. 1810. november 29-én ügyvédnek esküdött fel és több hónapig egy sáros megyei család ügyeinek rendezésével foglalkozott. 1811 szeptemberében Okolicsányi János Torna megye főispánja kinevezte titkárává; ezen, valamint a következő években a pozsonyi országgyűlésen részt vett és van der Nath Henrik grófot, kinek diétai követe volt, az országgyűlés eseményeiről értesítette. Az országgyűlés után még két évig Őrmezőn, Zemplén megyében Okolicsányi János főispán lakhelyén tartózkodott és ezen megye táblabirájává választatott; szabad idejét francia s olasz munkák tanulmányozására fordította. 
1814-ben Berzeviczy Gergely, a kor egyik jelesebb, nagymiveltségű publicistája, ügyvédének meghívta, mire Szepeslomnicra költözött; itt ismerkedett meg François Sulpice Beudant híres francia geológussal, kit a Kárpátok átkutatásánál kísért. Csáky Emánuel gróf főispán 1816-ban kinevezte Szepes megye aljegyzőjévé, 1818-ban táblabírójává; 1828-ban, midőn ügyvédi foglalatosságai nagyon megszaporodtak, lemondott a jegyzőségről, azonban a megye közügyeiben részt vett és a bizottságok tagjává megválasztatván, az országgyűlési követeknek adott utasítások kidolgozásánál is 1825-től 1847-ig közreműködött. 1820-ban a tiszai evangélikus egyházkerület főjegyzőjévé, 1826-ban a szepesi XIII. város esperességi felügyelőjévé és 1832. március 9-én a Magyar Tudományos Akadémia levelező tagjává választatott meg. 
1841. augusztus 17-én a főjegyzőségről lemondván, Abaúj vármegye táblabírója, 1847-ben pedig Szepes megyének főtáblabírója lett. A megyei gyűléseken a legkényesebb kérdésekben is az ő szava döntő befolyással volt és az udvari kancelláriához intézett több nagy fontosságú felterjesztés, például a parasztlázadás alkalmából, az ő tollából származott. 1847. július 5-én a tiszai egyházkerület felügyelőjévé választották meg; 1848. április 24-én vallás- és közoktatási miniszteri tanácsosnak kineveztetvén, a fővárosba költözött és budai tartózkodása alatt Bártfay Lászlóval, Szontagh Gusztávval, Toldy Ferenccel, Vörösmarty Mihállyal, Helmeczy Mihállyal, Klauzál Gáborral, Bajza Józseffel, Szemere Pállal és különösen Széchenyi István gróffal, kivel később is levelezett, gyakran érintkezett. 
A szabadságharc után visszatért Lőcsére, hol ügyvédkedéssel és az irodalommal foglalkozott. 1854-ben a lőcsei evangélikus egyház megválasztotta felügyelőjének. Neje Scultéty Mária Izabella, kivel 1821. június 19-én házasságra lépett, 1855. szeptember 1-jén a kolerában meghalt, egy évvel előbb fiát, Fabriczy Gyulát temette el. Szalay László írta róla (Pesti Hirlap, 1844.): oly alapos tudományú, mint szerény férfiú; büntetőjogi elemeit alkotmányos nézetek s józan elvek jellemzik; vannak, kiknek hirök nevök nagyobb, mint érdemeik, s vannak ismét mások, kik nagyobb dicsőségre méltók, mint a mennyi jutott nekik; Fabriczy ez utóbbiak közé tartozik.

## Munkái
- Elementa juris criminalis hungarici. Leutschoviae, 1819 (A kézsmárki lyceumban és egyebütt vezérfonalul használtatott.)
- Manuale procuratorum. Pestini, 1828 (2. kiadás 1835. 3. kiadás, 1841. Pestini. Ezen munkát 1820-ban irta, többen lemásolták és valaki az ő tudtán kívül, névtelenűl kiadta.)

Kézirati munkái közül, melyek a család birtokában vannak, nevezetesebbek:
A hatalmaskodási perekről való elmélkedés, Állam, egyház s tudomány, A soltészekről, Törvényjavaslat az ősiségről; Über das Recht der Selbstvertheidigung, Über Selbstständigkeit des Charakters, Über den Nutzen des heiligen Abendmahls in Rücksicht auf das Ganze der christlichen Kirche, Über den Umgang mit Leuten von schlechtem Rufe, Über die Befriedigung gerechter Erwartungen, Über den Missbrauch der Satyre, Über die Pflicht nicht unter seinem Stand zu heirathen, Über den Geist des Protestantismus, Charakterbilder von dem ungarischen Landtage zu Pressburg 1811 und 1812, Tagebuch von Szinye-Lipócz 14. Juli bis 31: August 1813. Gemischte Ehen. Über die Freiheit des Willens, Über die griechische, katholische und protestantische Kirche in ihrem Verhältniss zum Fortschritt, Über den Zehent, Der Protestantismus in Ungarn, de recolenda memoria Christi in sacra coena, Systema legislationis criminalis, Compendium historiae civilis, Juramentum episcoporum catholicorum, Sur la déstination de l 'Avocat, Sur l 'union perpetuelle du bonheur et de la vertu, Sur le devoir de contenterles justes altentes ďautroui, Sur l 'explication naturelle des miracles, Sur le but de la mort de Jesus, Sur la fermeté de caractére, Magyar-német szók jegyzéke a m. tud. akadémia meghagyásából, Tagebuch einer Reise von der Zips nach Wien im J. 1825., Könyvbirálatok: Tanulmány gróf Széchenyi Istvánnak Világ c. munkájáról (A censura kinyomatását nem engedte meg), Örtel, Was glauben die Juden?
Értekezések: Zerstreute Gedanken über die Ilias, Über die Aeneis. Über das befreite Jerusalem von Tasso, Über die Henriade von Voltaire, Über den Oberon von Wieland, Über Campe's Seelenlehre sat.
Irodalmi munkásságát 1819-ben kezdte, midőn barátja Thaisz András Tudományos Gyűjteményében könyvbírálatokon kívül, több közérdekű nagyobb cikket is írt, többnyire névtelenül, vagy F. S. betűk alatt (1819. VIII. A Berzeviczyek nemzetségének előideje, 1820. II. Kárpáti vándorlások, VII. Lipócz fürdője s környéke, Gondolatok a régi s újabb nemzeteknek némely nevezetesebb vitézi költeményeiről, VIII. Törvénytudománybeli kérdések, 1822. V. Berzeviczy Gergely életirása, VIII. Gondolatok némely állításokról, melyek professor Krug filozofiai munkáiban találtatnak, 1823. I. Az esküdtek székéről, VIII. Szepes vármegyének statistikai átnézése nemzetgazdaságbeli szempontból, 1824. V. Az ág. vallású ev. tiszamelléki superintendentiának rövid esmértetése, 1825. II. A rezzentőről és a véle rokonos megfogásokról, 1829. X. Aesthetikai és philologiai eretnekségek), a Társalkodóban apróbb elbeszélések (1834. Ibrahim és Roxolane, 1835. Charité, Lucius Apulejus után, 1837. Charicléa, Heliodor után kivonatban; 1832. A tüzifák melegítő ereje; továbbá Füzér a Törvénytudományból cz. alatt, többnyire névtelenül: 1833. A csődítő perekről, Az erdőkről. A perbeli taksákról, 1834. A vámokról, A birói zálogról, A halálbüntetésekről, Az ősiségről, A birák felelősségéről, 1835. A történeti jogról, Az itélettiltásról, Az országgyűlési törvényszünetről, 1836. A deportatióról, 1839. A fellebbvitelről, A természeti jogról, 1840. Az emberi akarat szabadságáról, A részegek vétségeiről, A szabad királyi városok szerkesztéséről, A városok befolyásáról a törvényhozásba, A magyar keresztnevekről, Az urbéri terhek örök ároni megváltásáról, 1841. A megengedő és kötelező törvényről az urbéri kiváltásokra alkalmazva, A papi jószágokról, A házi adónak a nemesség általi fizetéséről, A tiszti ügyész feljebbviteléről büntető perekben, A népnevelésről, 1842. A tanítókról és szülékről, A községekről és a tanítók fizetéséről, 1848. A megyei törvényszéki bírák választásáról), a Figyelmezőben (1837. Szlemenics Pálnak Fenyítő törvényszéki magyar törvényéről, birálat, 1839. Az új urbér dolgában kijött némely munkákról), az Athenaeumban (1840. Egy tekintet a két kamarai rendszerre, 1842. Egy pár szó a német egyetemek mellett), a Budapesti Hiradóban (1846. 399. 400. 402. sz. Mittermaier, Die Mündlichkeit c. munkájának ismertetése), a Jelenkorban (1844–46. sok jeles értekezés s törvényjavaslat: A városi kijelölés s választások; magánrendszer, korteskedés, két kamarai rendszer, ősiség, vallási reversálisok tárgyában, 1847. 464. l. Birói önkény, 43. sz. Igénytelen nézetek az ágost. hitvallású egyetemes gyűlés választmányának az egyházrendezést tárgyazó javaslatára, 1848. Éhnyomort elhárító törvények), az Új Magyar Muzeumban (1852. A hatalmaskodási büntetés falusi községek ellen.)